# G.E.M. Queen Of Hearts 世界巡回演唱会
Queen Of Hearts 世界巡回演唱會是香港女歌手鄧紫棋第三次個人大型巡回演唱會， 于2017年4月1日在中国广州开启，2019年4月28日在台灣高雄结束。鄧紫棋於第8場武漢站，以25歲之齡完成其職業生涯第100場個人售票演唱會。其後亦於第35場佛山站慶祝其入行10週年。
整個巡演分為2個階段：
第一階段於2017年4月1日在廣州國際體育演藝中心揭開序幕，並結束於2018年8月18日的中國西安場。
第二階段於2019年3月9日在澳門金光綜藝館展開。因和蜂鳥音樂解約，高雄巨蛋兩場演出為此巡演最終站。

## 巡演地點
| 場次          | 時間                 | 城市             | 場地                       | 備註                          | 估計觀看人次 |
| 第一輪 Part 1 |                      |                  |                            |                               | |
| 1-2           | 2017年4月1日-2日     | 中国廣州         | 廣州國際體育演藝中心       | 加場：4月2號                  | 單場12000，總24000 |
| 3             | 2017年4月8日         | 中国南京         | 南京奧林匹克國際體育中心   |                               | 8000 |
| 4             | 2017年4月15日        | 中国北京         | 首都體育館                 |                               | 10000 |
| 5             | 2017年4月29日        | 中国洛陽         | 洛陽新區體育館             |                               | 6000 |
| 6             | 2017年5月13日        | 中国南昌         | 南昌國際體育中心           |                               | 8000 |
| 7             | 2017年5月20日        | 中国长沙         | 湖南國際會展中心           |                               | 8000 |
| 8             | 2017年5月28日        | 中国武漢         | 武漢體育中心體育館         | 個人售票第100場演唱會         | 13000 |
| 9             | 2017年8月5日         | 中国蘇州         | 蘇州市體育中心體育館       |                               | 6000 |
| 10-11         | 2017年8月12日-13日   | 新加坡           | 新加坡室內體育館           | 加場：8月13日                 | 單場8,000，總16,000 |
| 12            | 2017年8月26日        | 中国合肥         | 合肥滨湖国际会展中心主展馆 |                               | 8,000 |
| 13            | 2017年9月2日         | 中国重庆         | 重庆国际博览中心           |                               | 9,000 |
| 14-16         | 2017年9月15日-17日   | 香港             | 紅磡香港體育館             | 加場：9月15日,17日            | 單場9,500，總28,500 |
| 17            | 2017年9月30日        | 墨爾本           | 墨爾本綜合體育館           |                               | |
| 18            | 2017年10月2日        | 雪梨             | 雪梨會議展覽中心           |                               | |
| 19            | 2017年10月5日        | 珀斯             | Crown Perth                |                               | 2,000 |
| 20            | 2017年11月18日       | 马来西亚吉隆坡   | 亞通體育館                 |                               | 約 9,500 |
| 21            | 2017年11月25日       | 中国郑州         | 郑州国际会展中心           |                               | |
| 22            | 2017年12月2日        | 中国深圳         | 深圳灣體育中心體育館       |                               | |
| 23            | 2017年12月9日        | 中国南寧         | 广西体育中心               |                               | |
| 24            | 2017年12月23日       | 中国大连         | 中升文化中心               |                               | |
| 25            | 2018年1月13日        | 中国杭州         | 黃龍體育中心體育館         |                               | |
| 26            | 2018年2月24日        | 澳門             | 金光综艺馆                 |                               | |
| 27-29         | 2018年3月23-25日     | 中華民國桃園     | 國立體育大學綜合体育馆     | 加場：3月25日，3月23日        | 3月24日門票在3分鐘内秒殺，加開3月25日僅在1分钟内秒殺，總24000 |
| 30            | 2018年4月1日         | 美国安卡斯韋爾   | Mohegan Sun                |                               | |
| 31            | 2018年5月26日        | 中国東莞         | 東風日產文體中心           |                               | |
| 32            | 2018年6月2日         | 中国成都         | 五糧液·成都演藝中心        |                               | |
| 33-34         | 2018年6月30日-7月1日 | 马来西亚槟城     | 檳城國際會展中心           | 7月1日加场                    | 約14,000 |
| 35            | 2018年7月7日         | 中国佛山         | 嶺南明珠體育館             | 慶祝十週年場                  | |
| 36            | 2018年7月28日        | 中国济南         | 济南奥体中心体育馆         |                               | |
| 37-38         | 2018年8月4日－5日    | 中国上海         | 梅赛德斯奔驰文化中心       |                               | 約26,000 |
| 39            | 2018年8月11日        | 中国天津         | 天津体育馆                 |                               | |
| 40            | 2018年8月18日        | 中国西安         | 曲江國際會展中心B4館       |                               | |
| 第二輪 Part 2 |                      |                  |                            |                               | |
| 41            | 2019年3月9日         | 澳門             | 金光綜藝館                 | 嘉賓：王嘉爾                  | 約9,000 |
| 42            | 2019年3月15日        | 加拿大溫哥華     | 伊利沙伯女皇劇院           |                               | 2,929 |
| 43            | 2019年3月20日        | 加拿大多倫多     | Coca-Cola Coliseum         |                               | 約6,816 |
| 44            | 2019年3月22日        | 美国舊金山       | 比尔·格雷厄姆市政礼堂      |                               | 約5,000 |
| 45-46         | 2019年4月5日-6日     | 马来西亚雲頂高原 | 雲頂雲星劇場               |                               | 單場5,073，總10,146 注：由于云顶高原海拔1865米，不如平地，加上邓紫棋的全部歌曲都有飙高音，在很高的云顶高原飙高音飙得太久，氧气可能缺少，邓紫棋就有可能唱不下去，导致邓紫棋在演唱会前准备吸氧。 |
| 47-48         | 2019年4月27-28日     | 中華民國高雄     | 高雄巨蛋                   | 本次巡迴最終場，加場: 4月28日 | 4/27場次20秒內秒殺，4/28場次秒殺，總22,000人 |

## 表演曲目
1. A.I.N.Y. 愛你
2. What Have You Done
3. 我不懂愛
4. 你不是真正的快樂
5. 死了都要愛
6. 我的秘密
7. 再見
8. 存在
9. 龍捲風
10. One Button
11. 泡沫
12. 光年之外
13. 你把我灌醉
14. 來自天堂的魔鬼
15. 於是
16. 红蔷薇白玫瑰
17. 多遠都要在一起
18. 單行的軌道
19. 後會無期
20. 新的心跳
21. See You Again
22. Get Everybody Moving
23. 倒数 (Part 2演唱会)
24. 喜歡你

- 在广州场和香港场，邓紫棋在演唱特定曲目《喜欢你》之前加唱《All About You/Where Did You Go》
- 在香港场，邓紫棋在演唱《多远都要在一起》之后演唱Medley《约定/让我跟你走/每天爱你多一些》，取代《单行的轨道》
- 原定2017年9月9日舉行的太原場因故延期至2018年05月19日舉行，但最後依然取消此場

- 在广州场，演唱《睡公主》
- 在南京场，演唱《回忆的沙漏》
- 在北京场，演唱《幸福的理由/Forever Love/北京北京》
- 在洛阳场，演唱《我要我们在一起》
- 在南昌场，演唱《回憶的沙漏》
- 在长沙场，演唱《幸福的理由/Forever Love/睡公主》
- 在武汉场，演唱《Someday I'll Fly》
- 在苏州场，演唱《偶尔》
- 在新加坡场，演唱《漂向北方》
- 在合肥场，演唱《畫》
- 在重庆场，演唱《穿越火线》与《回忆的沙漏》
- 在香港第一场與第二场，演唱《睡公主》
- 在香港第三场，《有心人》與《睡公主》
- 在墨尔本场，演唱《睡公主》
- 在悉尼场，演唱《All About You》
- 在珀斯场，演唱《回忆的沙漏》
- 在吉隆坡场，演唱《Someday I'll Fly/Ali Ahkao dan Muthu (马来歌)》
- 在郑州场，演唱《偶尔》
- 在深圳场，演唱《Where Did You Go》
- 在南寧场，演唱《All About You》
- 在大连场，演唱《Last Christmas (中文版)》
- 在杭州场，演唱《Someday I'll Fly》
- 在澳门场，演唱《失真》與《Where Did You Go》
- 在台北第一场，演唱《手心的蔷薇》
- 在台北第二场，演唱《写不完的温柔》
- 在台北第三场，演唱《我只在乎你(中文与台语混合)》
- 在康州场，演唱《睡公主》
- 在东莞场，演唱《睡公主/Where Did You Go》
- 在成都场，演唱《回忆的沙漏》
- 在檳城场，演唱
- 在佛山场，演唱《等一个他》與《where did you go》與《睡公主》作為十周年紀念安可曲
- 在濟南场，演唱《回忆的沙漏》
- 在上海第一场，演唱
- 在上海第二场，演唱《Someday I'll Fly》
- 在天津场，演唱《回忆的沙漏》
- 在西安场，演唱《倒數》

- 于2017年11月18日，黄明志为Queen Of Hearts巡演吉隆坡站的嘉宾，表演曲目 - 漂向北方
- 于2019年3月9日，王嘉爾 为Queen Of Hearts巡演澳门站的嘉宾，表演曲目 - 安静，Papillon

## 演唱會影音
演唱會單曲 

1. 於是 Therefore
G.E.M. 於是 Therefore (Queen Of Hearts World Tour Live)（页面存档备份，存于）
2. 多遠都要在一起 Long Distance 
G.E.M. 多遠都要在一起 Long Distance (Queen Of Hearts World Tour Live)（页面存档备份，存于）
3. A.I.N.Y.愛你 
 G.E.M. A.I.N.Y.愛你 (Queen Of Hearts World Tour Live)（页面存档备份，存于）
4. 我不懂愛 All Natural
 G.E.M. 我不懂愛 All Natural (Queen Of Hearts World Tour Live)（页面存档备份，存于）